# Terytorium Stołeczne Islamabadu
Terytorium Stołeczne Islamabadu – stołeczne terytorium federalne Pakistanu. Obejmuje obszar 1165,5 km² (w tym obszar miasta Islamabad 906 km²).
Terytorium zostało wydzielone z prowincji Pendżab i Północno-Zachodniej Prowincji Pogranicznej w 1960 roku, wraz z rozpoczęciem budowy nowej stolicy.
Obecnie terytorium zamieszkuje ponad 2 miliony ludzi, z czego w mieście Islamabad około 1,5 mln.